# DJK Sportfreunde Katernberg
DJK Sportfreunde Katernberg (offiziell: DJK Sportfreunde Katernberg 13/19 e.V.) ist ein Sportverein aus dem Essener Stadtteil Katernberg. Unter dem Namen DJK Katernberg waren die Fußballer zweimal deutscher Meister der katholischen Deutschen Jugendkraft.

## Geschichte

### DJK (Essen-)Katernberg
Unter der Leitung des Kaplans Heinrich Küppers wurde im September 1919 in der Marianischen Jünglingskongregation Katernberg eine Sportabteilung gegründet, die sich später in DJK Katernberg umbenannte. Zwei Jahre später gewannen die Katernberger die im Rahmen des 1. DJK-Reichstreffens in Düsseldorf ausgespielte deutsche Meisterschaft durch einen 3:2-Sieg nach Verlängerung gegen die DJK Ludwigshafen. Drei Jahre später konnte die Mannschaft ihren Titel erfolgreich verteidigen. Beim 2. DJK-Reichstreffen in Frankfurt am Main gewannen die Essener im Finale mit 4:2 gegen die DJK Sparta Bürgel. Ein Jahr später kam das Aus für die DJK-Fußballer. Grund waren unüberbrückbare Differenzen zwischen den aktiven Spielern und Kaplan Küppers.
1935 wurde der Verein zwangsweise aufgelöst. Ende 1945 wurde der Verein neu gegründet. In den 1970er Jahren gelang mehrfach der Aufstieg in die Bezirksliga. Größter Erfolg war die Vizemeisterschaft im Jahre 1982 hinter dem TuS Helene Essen, wo nur die schlechtere Tordifferenz den Aufstieg in die Landesliga verhinderte. 1993 erfolgte die Umbenennung des Vereins in DJK Essen-Katernberg. Nach mehreren Auf- und Abstiegen zwischen Bezirksliga und Kreisliga A mussten die Katernberger in der Saison 2016/17 erneut in die Kreisliga A absteigen. Mit Ivan Žugčić brachte die DJK Katernberg einen späteren Bundesligaspieler hervor, während Ex-Profi Predrag Crnogaj seine Karriere bei der DJK beendete.

### DJK Sportfreunde Katernberg
Am 24. März 2017 verschmolz die DJK Katernberg mit dem langjährigen Lokalrivalen Sportfreunde Katernberg. Dabei wurden die Sportfreunde aufgelöst. Die Mitglieder traten der DJK bei, die ihren Vereinsnamen in DJK Sportfreunde änderte. Die Fußballer der Sportfreunde Katernberg spielten von 1947 bis 1949 und von 1950 bis 1953 in der seinerzeit erstklassigen Oberliga West und brachten mit Helmut Rahn einen Weltmeister hervor. Sportlich war die Mannschaft bis in die Kreisliga B abgerutscht. Neben Fußball bieten die DJK Sportfreunde Katernberg noch Badminton, Breitensport und Tischtennis an. Die Schachabteilung der Sportfreunde Katernberg ging die Fusion nicht ein und gründeten mit den Schachfreunden Essen-Katernberg einen eigenständigen Verein.
Der neu gegründete Verein startet in der Saison 2017/18 in der Kreisliga A und schaffte im Jahre 2019 den Aufstieg in die Bezirksliga. Dort wurden die Sportfreunde 2025 Vizemeister hinter dem SC Werden-Heidhausen. In der folgenden Aufstiegsrunde setzten sich die Katernberger gegen die SG Benrath-Hassels und den OSV Meerbusch durch und stiegen in die Landesliga auf.